# 금남동
금남동(錦南洞)은 대한민국 전라남도 나주시의 동이다.

## 개요
금남동은 나주시의 중심지로 국도 제1호선, 국도 제13호선, 호남선이 관통하고 금성산과 영산강이 흐르는 도농 복합지역이다. 목사고을 전통치소와 향교가 자리잡고 있으며 광주학생운동 진원지로서 나주의 문화 역사 중심지라 할 수 있다. 문화재로는 나주읍성 남고문, 정수루, 목사내아, 구 나주역사, 나주향교 대성전, 다보사대웅전 등 문화유적이 산재해 있다.

## 행정 구역
- 교동
- 서내동
- 산정동
- 경현동
- 보산동
- 금계동
- 금성동
- 남내동
- 남외동
- 죽림동
- 삼도동
- 송월동

## 주요 건축물
- 나주박경중가옥
- 나주금성관
- 나주목사내아
- 나주향교
- 심향사

## 주요 시설
- 나주소방서

## 교육
- 나주고등학교